# George Wein
George Wein (Boston, 3 de octubre de 1925-13 de septiembre de 2021) fue un promotor, pianista y productor de jazz estadounidense, considerado uno de los empresarios del jazz más famosos de la historia del jazz. Fue el fundador de lo que probablemente sea el festival de jazz más conocido de Estados Unidos, el Newport Jazz Festival, que se celebra todos los veranos en Newport, Rhode Island. También cofundó el Newport Folk Festival con Peter Seeger y Theodore Bikel y fue fundamental en la fundación del New Orleans Jazz and Heritage Festival.

## Trayectoria
Hijo de padres judíos Wein nació en Boston, Massachusetts en 1925. Wein fue pianista de jazz en su juventud. Se graduó en la Newton High School y asistió a la Universidad de Boston, donde dirigió un pequeño grupo que tocaba profesionalmente en Boston. Después de servir en el ejército de los Estados Unidos durante la Segunda Guerra Mundial, se graduó en la Facultad de Artes Liberales de la Universidad de Boston en 1950. Durante el mismo año, abrió el club de jazz Storyville y estableció el sello discográfico Storyville. También comenzó a impartir un curso en la Universidad de Boston sobre la historia del jazz.
En 1954, Louis y Elaine Lorillard invitaron a Wein a organizar un festival en su ciudad natal de Newport, Rhode Island, con la financiación que proporcionarían ellos; el festival fue el primer festival de jazz al aire libre en los Estados Unidos  y se convirtió en una tradición anual en Newport. Posteriormente, Wein jugó un papel decisivo en la fundación de varios festivales en otras ciudades, incluido el New Orleans Jazz & Heritage Festival y el Playboy Jazz Festival en Los Ángeles, y estableció el Newport Folk Festival. En la década de 1960 fundó Festival Productions, empresa dedicada a la promoción de eventos de jazz a gran escala.
Wein fue pionero en la idea del patrocinio corporativo para sus eventos. Su Schlitz Salute to Jazz and Kool Jazz Festival fueron los primeros eventos de jazz en poner patrocinadores en el título: cerveza Schlitz y cigarrillos Kool. Festival Productions también organiza el JVC Jazz Festival en Newport y JVC Jazz Festival en Nueva York, Los Ángeles, Chicago, París, Varsovia y Tokio. Otros patrocinadores principales de los eventos de Festival Productions incluyen al Mellon Bank, la revista Essence, Verizon, Ben & Jerry's y Dunkin 'Donuts.
El 25 de junio de 2019, The New York Times Magazine incluyó a George Wein entre los cientos de artistas cuyo material, según los informes, fue destruido en el incendio de Universal de 2008.

## Discografía
- George Wein (Atlantic, 1955)
- Wein, Women and Song (Arbors, 1955)
- Newport Jazz Festival All Stars (Atlantic, 1959 [1960]) with Buck Clayton, Bud Freeman, Vic Dickenson, Champ Jones, Jake Hanna and Pee Wee Russell
- Jazz at the Modern (1960)
- Midnight Concert in Paris (Smash, 1961)
- George Wein & the Newport All-Stars (Impulse!, 1962)
- George Wein is Alive and Well in Mexico (1967)
- George Wein's Newport All-Stars (1969)
- Tribute to Duke (MPS, 1969)
- The Newport Jazz Festival All Stars (Concord, 1984)
- European Tour (Concord, 1987)
- Swing That Music (Columbia, 1993)